# Jan Turowski
Jan Turowski (ur. 29 października 1917 w Nasutowie, zm. 9 lutego 2006 w Lublinie) – polski socjolog, nauczyciel akademicki, profesor Katolickiego Uniwersytetu Lubelskiego, w latach 1981–1984 dziekan Wydziału Nauk Społecznych KUL.

## Życiorys
W 1933 rozpoczął naukę w Gimnazjum Biskupim w Lublinie, w 1936 rozpoczął studia na Wydziale Prawa i Nauk Społeczno-Ekonomicznych w Katolickim Uniwersytecie Lubelskim, gdzie w 1945 uzyskał magisterium. Od 1944 pracował na KUL. W 1947 obronił rozprawę doktorską Zmiany społeczne wsi a miasto. W roku 1957 na podstawie dorobku naukowego objął stanowisko docenta, w roku 1965 zaś uzyskał stanowisko i tytuł profesora nadzwyczajnego, a w roku 1974 – profesora zwyczajnego. Do 1993 kierował Katedrą Socjologii Ogólnej KUL.

## Wybrane publikacje
Źródło: 
- Środowiska mieszkalne w świadomości ludności miejskiej (1979)
- Socjologia wsi i rolnictwa: metody i wyniki badań (1992)
- Socjologia: małe struktury społeczne (1993)
- Socjologia: wielkie struktury społeczne (1994)